# ビキニ・キル
ビキニ・キル (Bikini Kill) は、1990年10月にアメリカ合衆国ワシントン州オリンピアで結成されたパンク・ロック・バンド。シンガーソングライターであるキャスリーン・ハンナ、ギタリストのビリー・カレン、ベーシストのキャシー・ウィルコックス、ドラマーのトビ・ヴェイルから成っていた。このバンドは、ライオット・ガール運動の先駆者であったと広く認識されており、そのラディカル・フェミニズム的な歌詞や燃え立つような演奏で知られた。その音楽は、独特なものであり、ハードコア・パンクの影響を受けている。
1993年に発表した「レベル・ガール」はライオット・ガール運動を象徴する曲であり、広い意味において、フェミニストの連帯への頌歌と見なされている。2枚のフル・アルバム、数枚のEP、2枚のコンピレーションを残し、バンドは1997年に解散した。2019年には、ツアーを行なうために、バンドが再結成された。

## ディスコグラフィ
- Revolution Girl Style Now! (1991)
- Pussy Whipped (1993)
- Reject All American (1996)